# Hector Waller

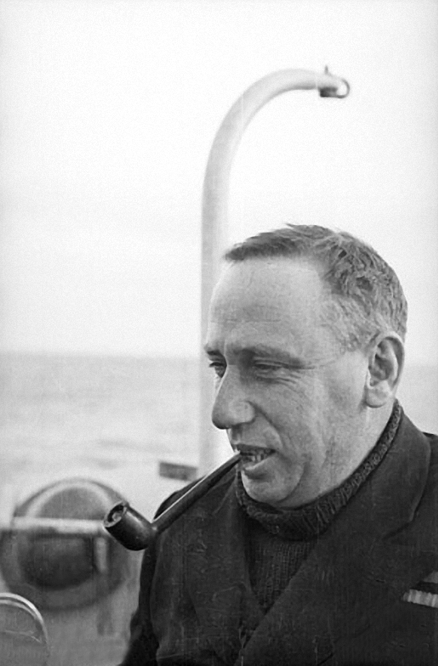
Hector Waller

Hector (Hec) Macdonald Laws Waller (* 4. April 1900 in Benalla, Victoria; † 1. März 1942 in der Sundastraße) war ein australischer Marineoffizier im Zweiten Weltkrieg. Er befehligte während der Schlacht in der Javasee und während der Schlacht in der Sundastraße den Kreuzer Perth.

## Leben
Hector Waller war das jüngste von zehn Kindern des Ladenbesitzers William Frederick Waller und seiner Frau Helen, geborene Duncan. Er besuchte die Grundschule und begann seine militärische Ausbildung am 31. Dezember 1913 mit dem Eintritt in die Königlich Australische Marineakademie in Geelong bei Melbourne. Die Schule wurde 1915 in das neu gebildete Bundesterritorium Jervis Bay verlagert. Waller schloss seine Ausbildung mit Auszeichnung ab und wurde am 1. Januar 1918 zum Midshipman (entspricht: Seekadett) befördert.
Der junge Offizieranwärter wurde anschließend nach Großbritannien zur Grand Fleet kommandiert und dort auf der Agincourt eingesetzt. Das britische Schlachtschiff hatte bis zum Ende des Ersten Weltkrieges im November 1918 keine Feindberührung mehr. Im Februar 1919 wurde Waller auf den australischen Kreuzer Melbourne versetzt und kehrte im April in die Heimat zurück.
Er erreichte im September 1919 den Rang eines Sub-Lieutenant (entspricht etwa: Unterleutnant) und wurde im März 1921 zum Lieutenant (Leutnant) befördert. Nach mehreren Seeeinsätzen und Weiterbildungskursen in Großbritannien setzte Waller seinen Dienst ab März 1923 im Stab der Königlich Australischen Marine fort.
Hector Waller heiratete am 7. April 1923 Nancy Bowes in einer methodistischen Kirche in Sydney. Die Ehe brachte zwei Söhne hervor.
Zwischen 1924 und 1926 nahm Waller erfolgreich an weiterführenden Lehrgängen zur Ausbildung zum Signaloffizier teil. Er diente zwischen 1928 und 1930 auf dem britischen Zerstörer Broke als Signaloffizier und wurde 1929 zum Lieutenant Commander (entspricht etwa: Kapitänleutnant) befördert. Nach der Verwendung auf dem britischen Zerstörer diente Waller bis 1934 auf dem australischen Schweren Kreuzer Australia. Zeitgleich vertiefte er seine Ausbildung und erreichte 1934 den Rang eines Commanders (vergleichbar mit: Fregattenkapitän).
1937 erhielt Waller sein erstes Kommando über ein Kriegsschiff. Hector Waller befehligte zwischen 1937 und 1939 die Brazen. Der britische Zerstörer wurde zu dieser Zeit hauptsächlich im Mittelmeer zur Beobachtung des spanischen Bürgerkrieges eingesetzt.
Nach Ausbruch des Zweiten Weltkrieges im September 1939 entsandte Australien eine Flottille aus fünf Zerstörern nach Europa. Commander Hector Waller wurde das Kommando des Führungsschiffs Stuart übertragen. Die veralteten und langsamen Schiffe wurden von Joseph Goebbels als Schrott-Flotte bezeichnet. Selbstbewusst übernahmen die australischen Seeleute den Begriff aus der feindlichen Propaganda und nannten sich fortan selber „Scrap Iron Flotilla“ (engl.: Schrottflotte). Die australische Zerstörergruppe erreichte im Dezember 1939 das Mittelmeer.
In dieser Zeit wurde Admiral Cunningham auf den Australier aufmerksam, als dieser bei der Rettung der schiffbrüchigen Besatzung des sinkenden Tankers Trocas seine hervorragenden seemännischen Fähigkeiten unter Beweis stellte. Im Mai 1940 erhielt Waller das Kommando über die 10. Zerstörerflottille im Mittelmeer und wurde im Juni zum Captain (Kapitän zur See) befördert.
Im selben Monat trat Italien in den Krieg ein und Frankreich unterlag Deutschland. Das Mittelmeer wurde zum unmittelbaren Kriegsgebiet.
Waller befehligte in mehreren Gefechten gegen italienische Einheiten die Zerstörerflottille. Dazu gehörten die Seeschlacht bei Punta Stilo im Juli 1940 und die Schlacht bei Kap Matapan im März 1941. Außerdem nahm Captain Waller an weiteren Operationen vor Griechenland, Kreta und Nordafrika teil. Die Operationen vor Nordafrika waren hauptsächlich gegen die italienischen Nachschubtransporte für die Festung Tobruk gerichtet. Die libysche Stadt wurde im Januar 1941 von britischen Landstreitkräften erobert und anschließend von australischen Bodentruppen über ein Jahr lang gegen deutsche Belagerer gehalten.
Für seinen Einsatz wurde Captain Waller im September 1940 mit dem Distinguished Service Order ausgezeichnet und zweimal im Tagesbericht „lobend erwähnt“ (mentioned in despatches).
Hector Waller kehrte im September 1941 nach Australien zurück und erhielt einen Monat später das Kommando über den Leichten Kreuzer Perth. Einen Monat nach Beginn des Pazifikkriegs wurde das australische Kriegsschiff der gemeinsam mit den USA, Großbritannien und den Niederlanden gegründeten ABDA-Flotte zugeteilt. Der multinationalen Flottenverband sollte die britischen, US-amerikanischen und niederländischen Kolonien in Südostasien vor einer japanischen Invasion schützen.
Die ABDA-Flotte versuchte am 27./28. Februar 1942, eine japanische Invasionsflotte, die zur Landung auf Java ansetzte, zurückzuschlagen. Die sich entwickelnde Schlacht wird als Schlacht in der Javasee bezeichnet. Die japanischen Einheiten waren der zusammengewürfelten alliierten Flotte weit überlegen und zerschlugen diese in wenigen Stunden. Die neu aufgestellte Flotte hörte nach der Schlacht de facto auf zu existieren. Angesichts der aussichtslosen Lage entschied Hector Waller, die Perth gemeinsam mit dem US-amerikanischen schweren Kreuzer Houston unter Captain Albert H. Rooks in Richtung Batavia zu evakuieren. Der Oberkommandierende der ABDA-Flotte Vizeadmiral Conrad Helfrich kritisierte Wallers Entscheidung heftig. Er erwartete einen Kampf bis zum letzten Schiff. Im Gegensatz zu dem niederländischen Vizeadmiral besaß Waller zwei Jahre aktive Seekriegserfahrung und hatte an mehreren Schlachten und Gefechten teilgenommen. Er besaß mithin die Erfahrung und moralische Kompetenz, eine aussichtslose Lage zu erkennen und einen sinnlosen Befehl zu hinterfragen. Außerdem war Helfrich zwar der Oberkommandierende der gesamten ABDA-Flotte, aber der Kommandant der Schiffe in der Javasee, also Wallers direkter Befehlshaber, war der ebenfalls niederländische Konteradmiral Karel Doorman. Doorman befahl, kurz bevor er bei dem Untergang seines Flaggschiffs De Ruyter fiel, den Rückzug der alliierten Schiffe.
Die beiden Kreuzer erreichten Batavia (heute Jakarta) in den Morgenstunden des 28. Februars. Wallers Kreuzer konnte Treibstoff bunkern. Das amerikanische Schiff hatte noch ausreichend Öl für eine Fahrt nach Australien. Beide Kriegsschiffe erhielten keinen Munitionsnachschub und liefen in den Abendstunden mit fast leeren Magazinen aus, um nach Australien durchzubrechen. In der Nacht zum 1. März wurden die Kreuzer in der Sundastraße von einem japanischen Verband aufgeklärt und angegriffen. Die beiden Schiffe konnten im Laufe der Schlacht in der Sundastraße nur anfangs zurückschießen, da die Munition bald zur Neige ging, und sanken im Laufe der Nacht. 351 Besatzungsmitglieder der Perth fanden gemeinsam mit ihrem Kapitän den Tod. Die verbündeten US-Amerikaner hatten 693 Todesopfer zu beklagen, zu denen ebenfalls der Kapitän gehörte. 474 australische und amerikanische Seeleute gingen in japanische Kriegsgefangenschaft. Die Japaner verloren vier Matrosen. Hector Waller wurde zunächst als vermisst geführt, sein Tod aber bald bestätigt.
Wallers Kommandant aus der Zeit im Mittelmeer Admiral Andrew Browne Cunningham schrieb: „Hector Wallers Tod war ein schwerer Verlust für die junge australische Marine. Er gehörte zu den außergewöhnlichsten Offizieren seiner Generation.“.

## Ehrungen
Hector Waller wurde zweimal mit dem Distinguished Service Order und mehreren Mentioned in Despatches (Erwähnungen) ausgezeichnet.
Die Königlich Australische Marine ehrt den herausragenden Seemann mit einem nach ihm benannten U-Boot der modernen Collins-Klasse. Die HMAS Waller lief 1997 vom Stapel und wurde am 10. Juli 1999 in Dienst gestellt.